# Gerald Flood
Gerald Flood (né le 21 avril 1927 à Portsmouth et mort le 12 avril 1989  à Norwich) est un acteur anglais de télévision et de théâtre connu pour ses rôles à la télévision anglaise des années 1960 aux années 1980.

## Jeunesse
Bien que né à Portsmouth, Gerald Flood vécu principalement sa vie à Farnham dans le Surrey, où il jouait régulièrement au "Castle Theatre." Adolescent, il fut opérateur radio durant la Seconde Guerre mondiale et travailla en tant que commis avant de devenir acteur vers la fin des années 1940 à la Farnham Repertory Company.

## Carrière
Gerald Flood est rapidement connu pour des rôles secondaires dans des séries de science fiction telles que Pathfinders in Space en 1961 (où il joue le rôle du journaliste Conway Henderson)  ou City Beneath the Sea en 1962 et sa suite Secret Beneath the Sea en 1962. Gerald Flood commence à devenir plus connu entre 1963 et 1965 est jouant le rôle du Colonel Sharif Mahmoud, un des personnages principaux de la série policière Crane sur ITV au côté de Patrick Allen (acteur) et de Sam Kydd. Parallèlement à cela, il continue son travail au théâtre.
Après l'arrêt de la série il enchaîne les petits rôles dans les séries télés telles que Les Champions, Strange Report, Mon ami le fantôme ou The Rat Catchers. En 1968 on le retrouve dans le rôle de Sir Hugo Baskerville dans une adaptation télévisée du Chien des Baskerville tiré de la série de 1964 de Sherlock Holmes.
Dans les années 1970 il tient des rôles récurrents dans les séries Bachelor Father, Scoop, Paul Temple, Second Time Around ou Crown Court et joue épisodiquement dans Tom Brown's Schooldays, Steptoe and Son, Le retour du Saint, Raffles, Two in Clover et Comedy Playhouse. Son dernier rôle est celui d'un journaliste dans la série Mornin' Sarge en 1989.
Il eut aussi une carrière au cinéma et joua quelques rôles dans des films comme Smokescreen (1964), Patton (1970) et Frightmare (1974).

### Doctor Who
Flood fut la voix du robot Kamelion dans la série de science fiction Doctor Who. Le personnage, prévu pour être récurrent dans la série, n'apparut que durant deux épisodes, « The King's Demons » et « Planet of Fire » en 1983 et 1984, à la suite de nombreux problèmes techniques. Dans le premier épisode, Flood joue aussi le rôle du roi Jean sans Terre.

## Vie personnelle
En 1964, il rencontre sa future femme, Anne en travaillant à la Farnham Repertory Company. Mort d'une crise cardiaque à l'âge de 61 ans en 1989, Gerald Flood était le grand-père du joueur de rugby Toby Flood.

## Sources
- (en) Cet article est partiellement ou en totalité issu de l’article de Wikipédia en anglais intitulé « Gerald Flood » (voir la liste des auteurs).

1. ↑  (en) Christopher Stevens, Born Brilliant : The Life Of Kenneth Williams, John Murray, 2010 (ISBN 978-1-84854-195-5 et 1-84854-195-3), p. 408